# Terremoto de Santiago de 1850
El terremoto de Santiago de 1850 fue un sismo registrado el 6 de diciembre de 1850, a las 6:52. Tuvo una magnitud de 7,3 en la escala sismológica de Richter, cuyo epicentro fue en la zona del Cajón del Maipo, 14 km al sur de San José de Maipo, lo cual podría estar relacionado él de 1958 cuyo epicentro estuvo situado en el mismo punto (Las melosas). 
Se estima su intensidad en aproximadamente 7 grados en la escala de Mercalli Modificada. Si bien hubo muchos damnificados se dañaron unas pocas edificaciones públicas, entre ellas sufría levemente el nuevo palacio de gobierno instalado el viejo edificio de La Moneda. 
En consecuencia, provocó la muerte de 105 personas, 645 heridos y aproximadamente 20.000 damnificados